# Kostanjek
Kostanjek je naselje v Občini Krško.  
Prebivalstvo se ukvarja pretežno z živinorejo, poljedelstvom in vinogradništvom. V zadnjem času je poudarek na pridelavi ekoloških sort grozdja in proizvodnji penečih in sortnih vin. Prevladujejo sorte Modre frankinje, Modrega pinoja, Souvignoja in Muscarisa.